# École nationale des chartes
École nationale des chartes (ENC), Grande école din Franța fondată în 1821 și specializată în formarea în domeniul științelor auxiliare ale istoriei. Această instituție oferă cursuri și programe de studiu axate pe arhivistică, paleografie, diplomatistică și alte discipline conexe, pregătind studenții pentru cariere în domeniul patrimoniului cultural și cercetarea istorică.
Sub autoritatea Ministerului Învățământului Superior, ENC are statutul de mare instituție și este o "instituție-componentă" a Universității Paris Sciences et Lettres (PSL). Din 2017, sediul său este situat la 65, rue de Richelieu, în al 2-lea arondisment al Parisului, după ce timp îndelungat a fost situată în Sorbona (1897-2017), și anterior în Hôtel de Soubise (1846-1897) și în Quadrilatère Richelieu (1830-1846).
Elevii săi sunt fie elevi funcționari stagiari recrutați prin concurs, fie studenți la masterat recrutați pe bază de dosar (din 2005), fie doctoranzi (din 2011). Cei dintâi obțin diploma de arhivist paleograf după susținerea unei teze de instituție (și nu de doctorat) și își desfășoară în general activitatea ca și conservatori ai patrimoniului, conservatori de biblioteci sau profesori cercetători; cei de-al doilea obțin o diplomă de masterat în științele umane și digitale și, în plus față de perspectivele tradiționale de angajare ale Școlii în domeniile conservării patrimoniului și învățământului superior sau cercetării, pot deveni șefi de proiect în domeniul noilor tehnologii.
Printre foștii săi elevi se numără doi laureați ai Premiului Nobel pentru Literatură (François Mauriac și Roger Martin du Gard), numeroși academicieni, cercetători și înalți funcționari.

## Istorie

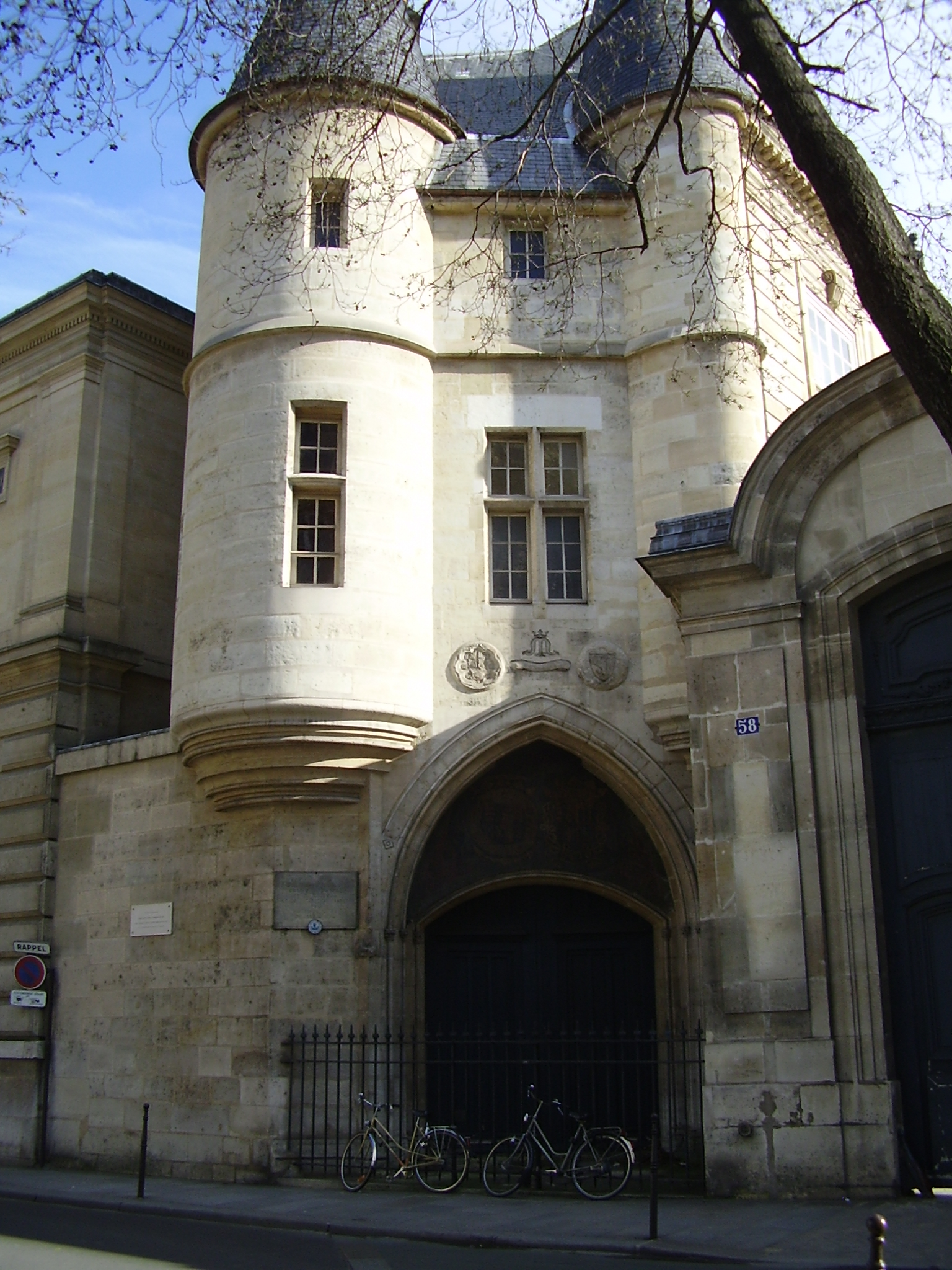
Hôtel de Clisson, intrarea în École des Chartes din 1846 până în 1866.

Creată prin ordonanța lui Ludovic al XVIII-lea la 22 februarie 1821, Școala de Arhive are rădăcini în moștenirea revoluționară și napoleoniană. Într-adevăr, Revoluția, cu confiscările sale, suprimarea congregațiilor și transferul competențelor de la Biserică la Stat, implică o schimbare radicală inclusiv în domeniul culturii. Încă din 1793, feudistul Antoine Maugard a propus în fața comitetului de învățământ public al Convenției un proiect de învățământ istoric și diplomatic; acesta nu a fost acceptat și chiar s-a uitat până la existența sa. În cele din urmă, filologul și antropologul Joseph Marie de Gérando, baron al Imperiului și secretar general al ministrului de Interne Champagny, este la originea instituției. El îi propune lui Napoleon I în 1807 proiectul unei școli care să formeze tineri savanți în lucrările istorice. Acesta examinează cu atenție propunerea, dorind chiar să dezvolte o "școală specială de istorie" mult mai largă. Cu toate acestea, trimiterea lui Gérando într-o misiune administrativă în Italia marchează un moment de stagnare. La sfârșitul anului 1820, Gérando îl convinge pe contele Siméon, filosof și profesor de drept, fost consilier de stat sub Imperiu și la acea vreme ministru de interne, de interesul de a realiza proiectul, pe modelul marilor școli, pentru a se dedica "unei ramuri a literaturii franceze". Contextul anilor 1820 este favorabil pentru crearea Școlii de Arhive. Pe de o parte, pasiunea romantică pentru Evul Mediu invită la formarea de specialiști capabili să reînnoiască istoriografia franceză, bazându-se pe studiul direct al arhivelor și manuscriselor confiscate în timpul Revoluției. Se simte, de asemenea, nevoia de a întreține o anumită ramură a erudiției, provenită în special din tradiția mauristă, amenințată de lipsa de colaboratori instruiți în "știința chartelor și a manuscriselor". Pe de altă parte, conjunctura politică din mijlocul domniei lui Ludovic al XVIII-lea, marcată de revenirea ultrașilor și o puternică contestare a monarhiei constituționale, influențează crearea unei instituții al cărei nume nu putea decât să trimită explicit la apărarea Cartei.
Conform ordonanței din 1821, douăsprezece elevi vor fi numiți de către ministrul de Interne, la propunerea Académie des inscriptions et belles-lettres și vor fi remunerați pe durata celor doi ani de studiu. Aceștia urmează în principal cursuri de paleografie și filologie într-un scop pur utilitar: elevii trebuie să poată citi și înțelege documentele pe care vor fi însărcinați să le păstreze. Profesorii și elevii școlii sunt sub autoritatea conservatorului manuscriselor din Evul Mediu de la Biblioteca Regală, de pe rue de Richelieu, Pierre Lespine, și sub autoritatea garzii generale a Arhivelor Regale.
Această primă experiență a fost puțin concludentă, în special pentru că nu s-a rezervat nicio perspectivă elevilor. Prima promoție, numită în două etape prin ordinul ministerial din 11 mai (pentru cursul la Biblioteca Regală) și prin ordinul din 21 decembrie 1821 (pentru cursul de la Arhivele Regale), a fost singura. Chiar dacă Academia a propus o nouă listă de candidați și chiar și atunci când ordonanța din 16 iulie 1823 a fixat durata cursurilor la doi ani, cursurile au trebuit suspendate la 19 decembrie 1823, din lipsă de auditori. 
După o perioadă lungă de inactivitate, Ministerul de Interne dorește totuși redeschiderea școlii. Rives, directorul personalului ministerului, redactează, cu colaborarea lui Dacier, un raport privind reorganizarea Școlii și un proiect de ordonanță, propuse lui Carol al X-lea de către La Bourdonnaye, la originea ordonanței din 11 noiembrie 1829.
Începând de acum, școala este deschisă pentru orice absolvent de bacalaureat, dar la sfârșitul primului an, șase până la opt elevi sunt aleși prin concurs; aceștia primesc un salariu și urmează încă doi ani de formare. La absolvire, ei primesc diploma de arhivist paleograf și li se rezervă jumătate din posturile vacante în biblioteci și arhive. Primul absolvent de frunte este Alexandre Teulet. Cei doi primi profesori sunt Pierre Lespine și Champollion-Figeac.
Între 1829 și 1836, există de asemenea o Școală de Arhive la Dijon · .
Perioada cunoscută sub numele de "momentul Guizot" favorizează Școala, care reușește rapid să se impună în domeniul istoric, în special în cel al Evului Mediu. La 24 martie 1839 este fondată - printre alții de către Louis Douët d'Arcq - Societatea Școlii de Arhive, care publică Bibliothèque de l'École des chartes pentru a difuza lucrările chartiștilor. Este una dintre cele mai vechi reviste științifice franceze. În spiritul istoriei totale a lui Guizot, ordonanța din 31 decembrie 1846 reorganizează profund Școala și programul de studii pentru mai mult de un secol. Elevii, absolvenți de bacalaureat, sunt recrutați pe bază de examen (curând transformat în concurs) și apoi urmează un program de studii de trei ani. Interdisciplinaritatea, caracteristică esențială a Școlii, este înscrisă în reforma care prevede o gamă de șase discipline, dintre care unele nu sunt încă predate nicăieri altundeva. A doua inovație, o teză de stabilire este instituită, prima susținere publică având loc în 1849. Un Consiliu de supraveghere este creat, compus din garda arhivelor, directorul Bibliotecii Regale, directorul Școlii și cinci membri ai Académie des inscriptions et belles-lettres. În cele din urmă, școala primește un nou statut; se mută și se instalează la Arhivele Regale, în Hôtel de Soubise, în salonul oval și sălile adiacente ale hotelului de Clisson.

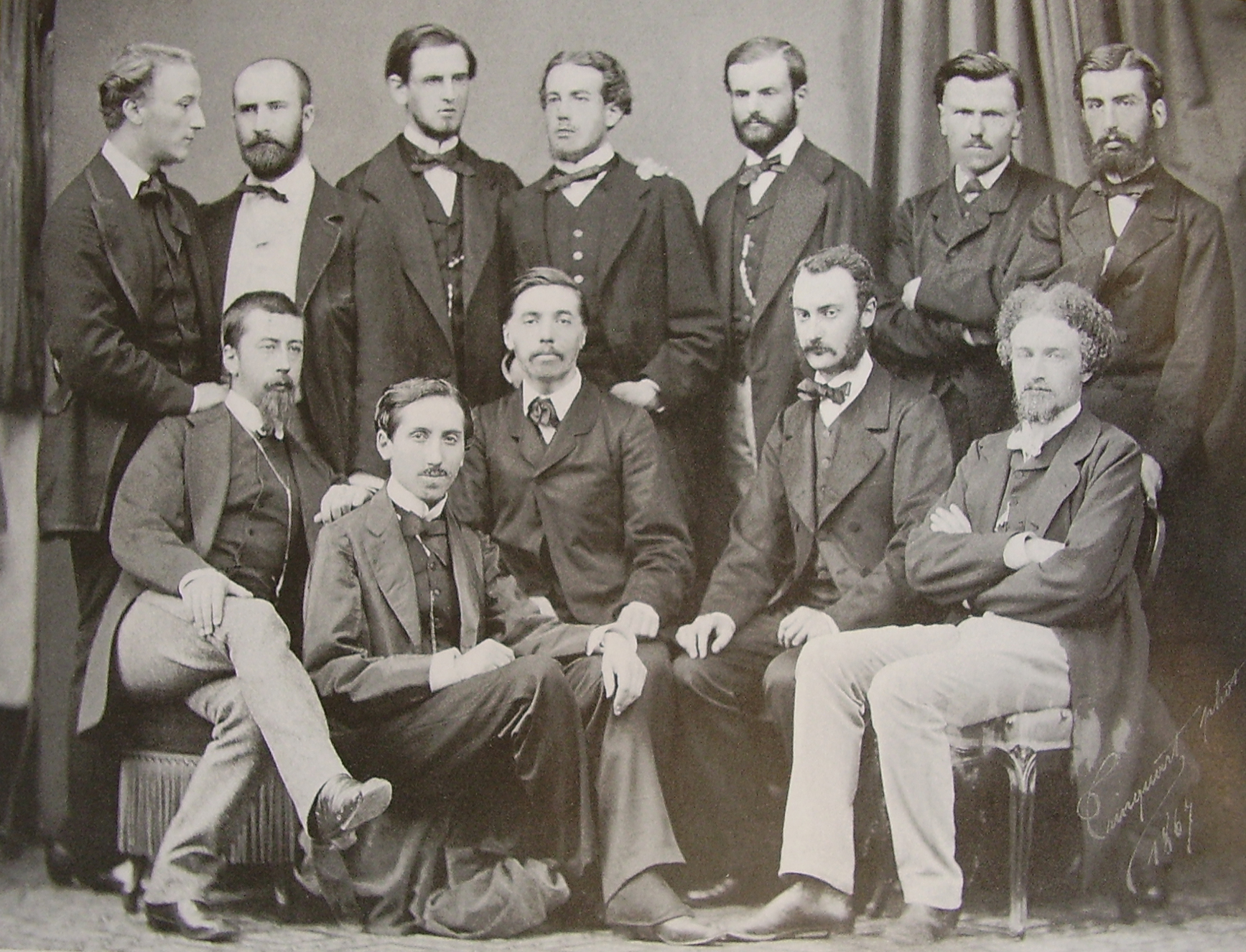
Elevii promoției din 1867.

Școala de Arhive devine atunci un punct de referință în Europa: pedagogia (datorită facsimilelor de documente vechi) și metodologia cercetării istorice sunt profund renovate. Elevii primesc cursuri de paleografie, sigilografie, numismatică, filologie, organizarea arhivelor și bibliotecilor, geografie istorică, sistemul monetar și al măsurilor, istoria instituțiilor politice din Franța, arheologie, drept civil, drept canonic și drept feudal. Cursurile au atât o viziune științifică, cât și profesională.
Astfel, prin integrarea lor progresivă în rețeaua serviciilor de arhive, mai întâi regale, apoi naționale și departamentale, chartiștii contribuie la densificarea acesteia și la îmbunătățirea principiilor arhivistice. Astfel, se conturează treptat o veritabilă filieră pentru chartiști în arhive, afirmată inițial de ordonanța din 31 decembrie 1846, apoi consolidată printr-un cadru legislativ care le oferă acestora mijloacele de a-și face respectat acest drept. Astfel, decretul din 4 februarie 1850 rezervă posturile de arhivist departamental absolvenților de diploma de arhivist paleograf, în timp ce toate locurile de la Arhivele Naționale (cu excepția postului de funcționar) le sunt atribuite prin decretul din 14 mai 1887. Situația nu este similară în biblioteci: ordonanța din 1829 nu este niciodată aplicată și, în ciuda ordonanței din 1839 care le rezervă locuri la Biblioteca Regală, mai puțin de 7% din chartiști lucrează într-o bibliotecă în 1867. Abia la sfârșitul celui de-al Doilea Imperiu, în parte datorită personalității lui Léopold Delisle, administrator general al Bibliotecii Naționale, calitățile chartiștilor sunt recunoscute în domeniul bibliotecilor. Treptat, decretele și hotărârile creează condiții favorabile pentru accesul chartiștilor la locurile de muncă în biblioteci.
În 1866, Școala se mută în hotelul de Breteuil, situat pe rue des Francs-Bourgeois, în spații mai adecvate, fără ca acest lucru să afecte prea mult procesul de învățământ. Prin decretul din 30 ianuarie 1869 sunt instituite șapte catedre: paleografie; limbi romanice; bibliografie, organizarea bibliotecilor și a arhivelor; diplomatice; instituții politice, administrative și judiciare ale Franței; drept civil și drept canonic al Evului Mediu; arheologie a Evului Mediu. Cu excepția unor modificări minore, acestea rămân neschimbate până în 1955. În 1897, École nationale des chartes este din nou mutată și se instalează la adresa 19, rue de la Sorbonne, în spațiile inițial destinate pentru facultatea de teologie catolică din Paris.

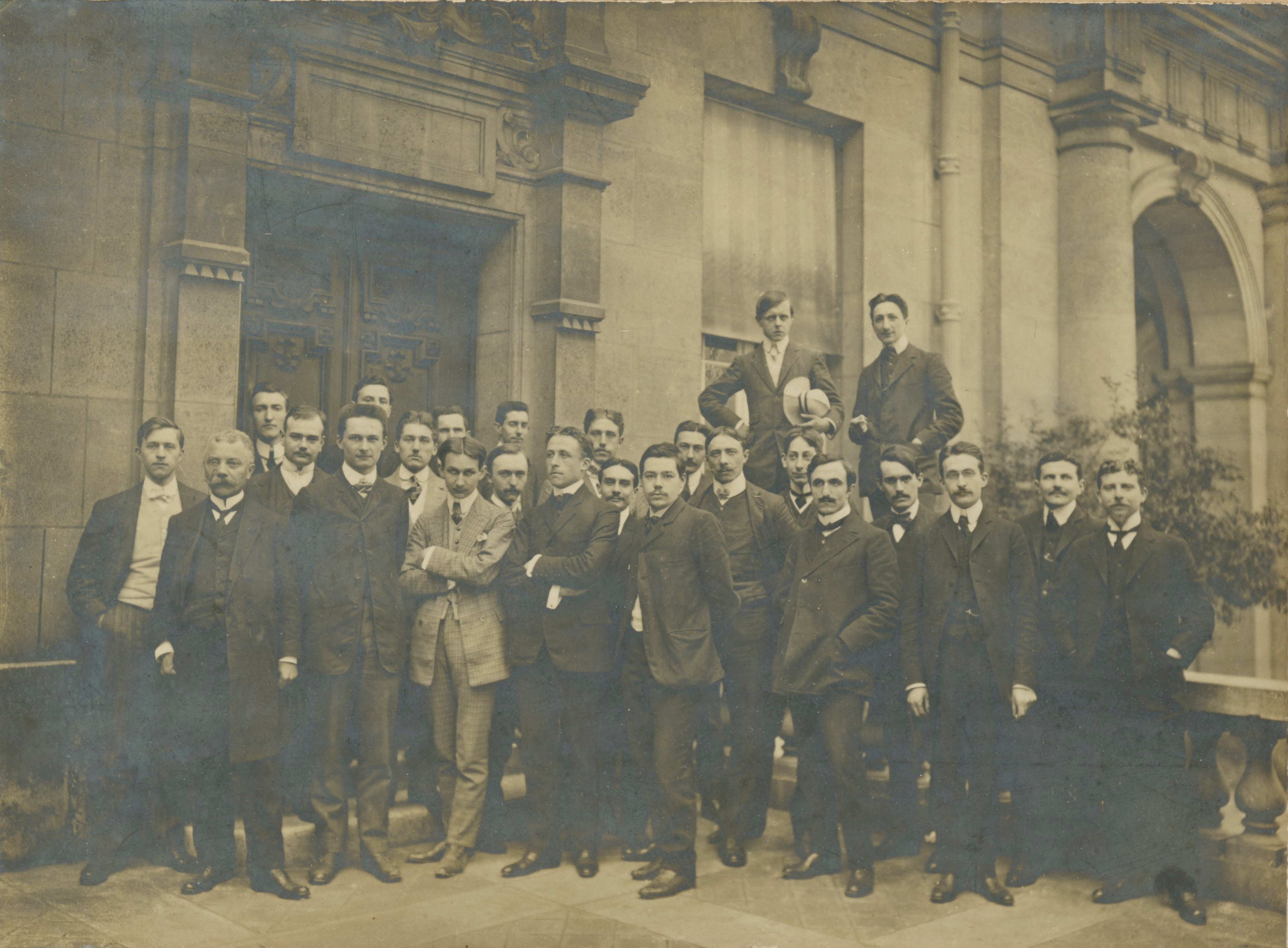
Elevii École des chartes (11 iunie 1908).

Școala se apropie geografic de alte organizații de cercetare și învățământ găzduite la Sorbona, cum ar fi facultatea de litere și École pratique des hautes études. Școala dispune de o sală de curs, echipată cu iluminare laterală dublă și mese de lucru extrem de adânci, considerate necesare pentru practica paleografiei, precum și de o bibliotecă concepută încă de la început cu acces liber. Problema unei noi mutări este pusă în discuție încă din anii 1920, iar proiectele de transfer se succed: în 1924, se ia în considerare Hôtel de Rohan, apoi Michel Roux-Spitz propune planurile unei instalări în grădina Institutului Surzilor și Muților; se menționează succesiv un teren pe rue Notre-Dame-des-Champs, o casă pe rue de Vaugirard, vechea École polytechnique, refectoriul Bernardinilor... În cele din urmă, în 2015, Școala s-a mutat în cartierul Richelieu și a preluat noi spații la 65, rue de Richelieu și 12, rue des Petits-Champs pentru biblioteca sa, care a fost redeschisă pe 6 martie 2017. În paralel, Școala este membru fondator al Campusului Condorcet, iar unele dintre activitățile sale de cercetare se vor alătura campusului din Aubervilliers.
Imaginea Școlii Chartes este puternic ancorată și uneori a fost clasificată ca o instituție de dreapta. Imaginea "chartistului de dreapta" își are originile în figura "dilettantei", fiul unei familii înstărite, care trece prin Școală pentru a-și petrece elegant timpul, pentru a "aștepta", conform cuvintelor lui Roger Martin du Gard, chartist al promoției din 1905. În realitate, există, pe tot parcursul secolului al XIX-lea, o anumită discrepanță între prestigiul formării și cel, mai redus, al oportunităților de angajare și al remunerației lor modeste. Cu toate acestea, mai multe elemente permit să se aducă nuanțe - sau să se precizeze, în anumite cazuri - această reputație puțin întemeiată, dacă ne uităm atent. În cazul afacerii Dreyfus, de exemplu, mediul chartist prezintă un reflector foarte fidel al ruperii societății franceze: „Nicăieri disputele civice nu au fost mai complet investite în meseria de istoric.” Câțiva chartiști solicitați ca experți în timpul procesului Zola, Arthur Giry, Auguste Molinier, Paul Meyer, Paul Viollet și Gaston Paris, care au participat la înființarea Ligii Drepturilor Omului, au fost atacați de alți arhiviști paleografi precum Robert de Lasteyrie, Gabriel Hanotaux sau Émile Couard, precum și de către elevii lor de la Școală. Variația angajamentelor în timpul Afacerii nu suprapune neapărat sensibilitățile politice ale fiecăruia, iar motivele lor sunt la fel de politice ca și profesionale, punând în joc formarea și metodele Școlii în sine. În ciuda unui anumit conservatorism, Școala primește, încă din 1906, o femeie printre elevi, Geneviève Acloque, mult înainte de celelalte mari școli. În perioada interbelică, Școala ar fi fost percepută ca un bastion al Action française; totuși, mai mulți chartiști relativ mediatizați par să fie mai degrabă orientați spre stânga, asemenea lui Georges Bataille sau Roger Martin du Gard. În timpul celui de-al Doilea Război Mondial, s-au înregistrat mai mulți chartiști rezistenți decât chartiști dornici să servească regimului de la Vichy. Pentru a încheia acest dezbatere, Bertrand Joly concluzionează în cele din urmă la o anumită neutralitate a Școlii, unde fiecare "tabără" pare să fie reprezentată în mod egal; o neutralitate justificată și de efectivele prea mici pentru a avea o greutate semnificativă în viața politică națională.
Începutul anilor 1930 marchează o reformă a concursului de admitere și a examenelor. În această perioadă, Școala preia și formarea bibliotecarilor, pregătindu-i pentru obținerea diplomei tehnice de bibliotecar (DTB), necesară pentru ocuparea unui post într-o bibliotecă municipală clasificată sau într-o bibliotecă universitară. Persoanele care nu sunt chartiști sunt atunci admise să urmeze cursuri de istorie a cărții și bibliografie pentru a se pregăti pentru acest examen. Această practică încetează în 1950, când diploma superioară de bibliotecar (DSB) înlocuiește DTB-ul.
La mijlocul secolului al XX-lea apare ca o perioadă dificilă pentru Școala, care se luptă să se reinventeze. Numărul elevilor săi scade semnificativ (doar 11 arhiviști paleografi alcătuiesc promoția din 1959). Învățământul său este considerat învechit, având puțin în vedere noile abordări istorice, în special renașterea istoriografică a Școlii Annales. Abia în anii 1990, odată cu reforma concursului de admitere și a programelor de studiu, și cu o nouă politică, se simte cu adevărat o reînnoire: Școala intră într-o perioadă de transformare sub conducerea lui Yves-Marie Bercé (1992-2001) și a Anitei Guerreau-Jalabert (2001-2006). Aceasta este introdusă treptat începând cu anul universitar 2014-2015.
În 2011, odată cu venirea lui Jean-Michel Leniaud în calitate de director, Școala a reformulat încă o dată examenul său de admitere, pentru a se concentra pe specificitățile formării, în timp ce îl extindea către un domeniu mai larg al științelor umane și sociale, adaptându-l la contextul european și condițiile de recrutare în corpul conservatorilor. Domeniul predării, care s-a extins la începutul anilor 1990 la istoria artei, include acum arheologia, dar și istoria dreptului din epoca contemporană și dreptul patrimoniului. Durata școlarității, trecând de la trei ani la trei ani și nouă luni, îmbină formarea în tehnicile științelor fundamentale cu responsabilizarea pentru profesia de conservator: în nicio altă instituție care se ocupă de științele umane și sociale, istoria, filologia și dreptul nu sunt atât de strâns legate de conservarea arhivelor, cărților, monumentelor și operelor de artă, fie că este vorba despre inventariere, monumente istorice sau muzee.

## Misiuni, statut, organizare

### Misiune
Școala Națională de Arhive este supusă prevederilor cărții a VII-a din codul educației, modificate prin legea nr. 2013-660 din 22 iulie 2013 privind învățământul superior și cercetarea. Statutul său este stabilit prin decretul nr. 87-832 din 8 octombrie 1987, modificat în special prin decretul nr. 2005-1751 din 30 decembrie 2005, al cărui articol 3 definește misiunile sale în felul următor:
„ Școala Națională de Arhive are ca misiune să asigure formarea de personal științific pentru arhive și biblioteci. Ea contribuie la formarea tuturor personalului care contribuie la cunoașterea științifică și punerea în valoare a patrimoniului național. Ea participă la formarea și cercetarea studenților în domeniile științelor umane și sociale, în special în disciplinele legate de studiul critic, exploatarea, conservarea și comunicarea surselor istorice. ”

### Organizare

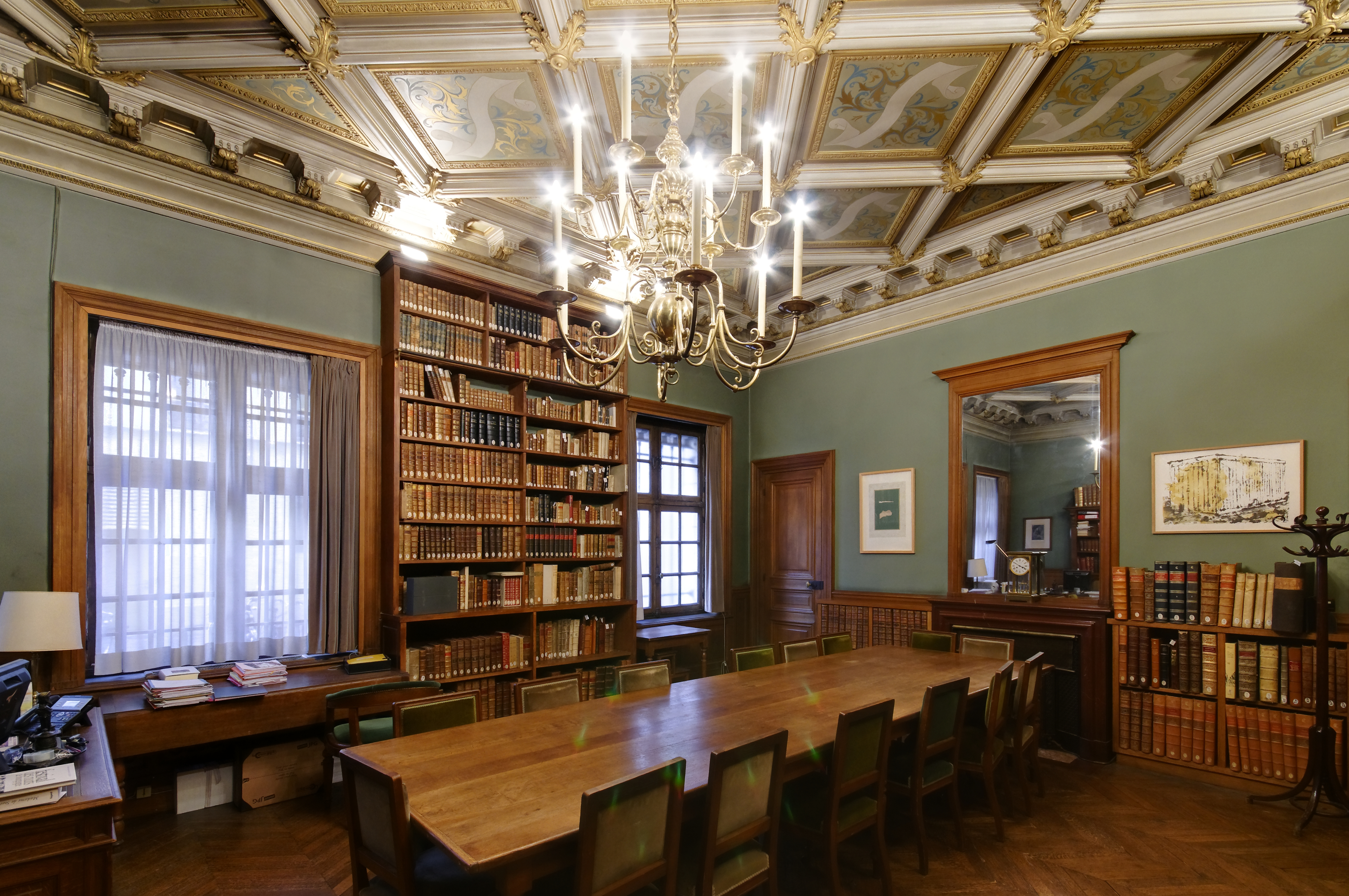
Biroul directorului de la Sorbona.

Instanțele de conducere sunt compuse din directorul școlii, consiliul de administrație și consiliul științific.
Directorul este selectat dintre directorii de studii ai Școlii Practice pentru Studii Avansate, ai Școlii Naționale de Arhive și ai École française d'Extrême-Orient sau dintre profesorii de universitate și membrii corpului asimilat. El este numit prin decret prezidențial pentru un mandat de cinci ani, cu posibilitatea reînnoirii o dată, în conformitate cu condițiile prevăzute de articolul 8 al decretului din 8 octombrie 1987.
El este asistat de un director de studii și de un director general al serviciilor.
Consiliul de administrație, compus din 21 de membri, este format din patru membri de drept, zece membri numiți de către ministrul învățământului superior, printre care doi membri ai Institutului, și șapte membri aleși, inclusiv trei profesori, doi angajați IATOS și doi elevi.
Consiliul științific, prezidat de către directorul școlii, include în mod automat toți profesorii care dețin titlul de director de studii, precum și alți membri de drept, inclusiv cincisprezece membri numiți, dintre care cinci membri ai Institutului, un profesor ales și un reprezentant al elevilor.
Unité régionale de formation à l'information scientifique et technique (URFIST) Paris și Comité des travaux historiques et scientifiques (CTHS) sunt asociate cu Școala Națională de Arhive.

## Școlarizare

### Arhiviști paleografici

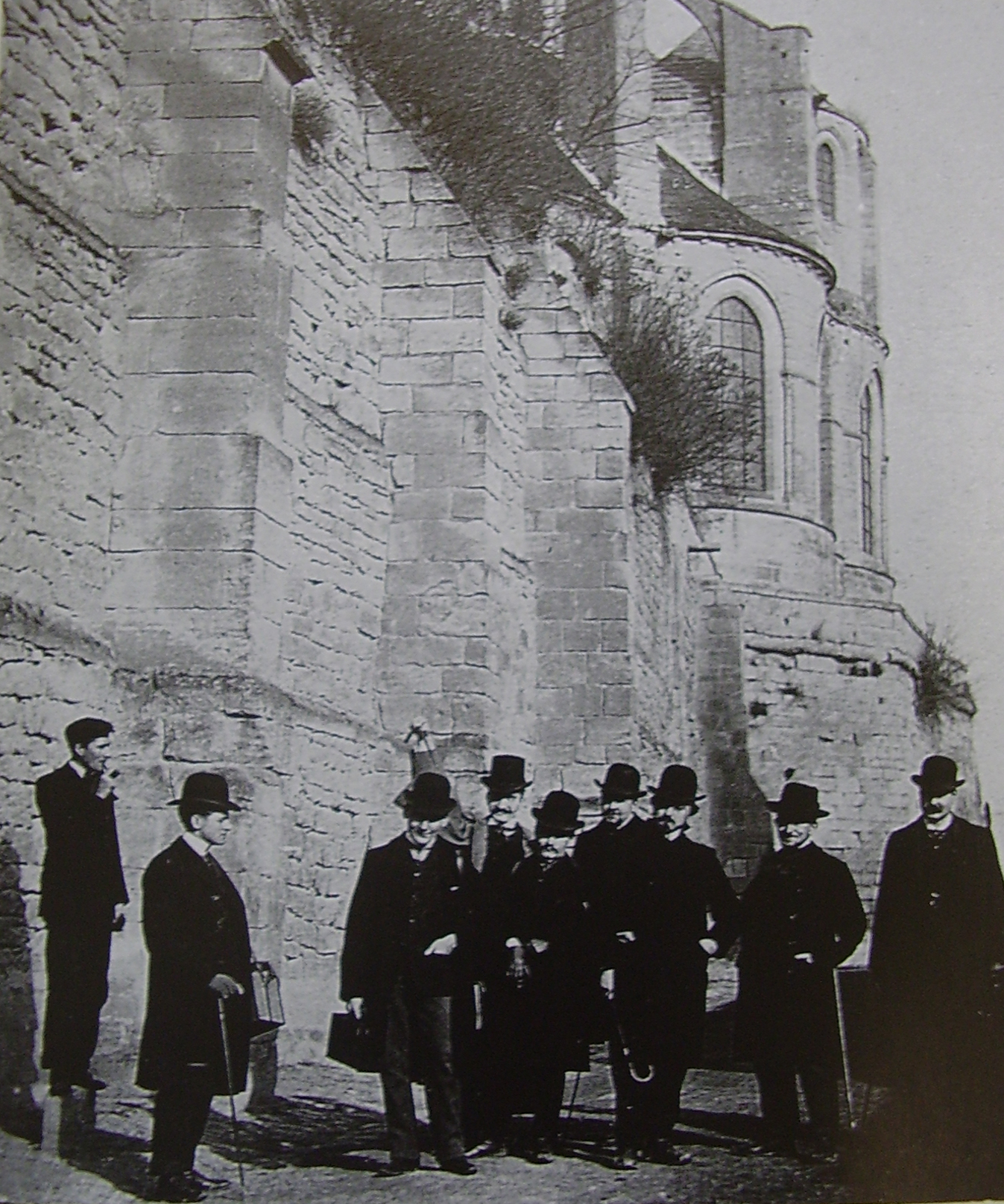
Călătorie de studii pentru studenții de la École des Chartes la Saint-Leu d'Esserent (1903).

#### Concursul de admitere
Elevii francezi sunt recrutați prin concursuri organizate în anumite clase pregătitoare literare, în toată Franța. Din 1991, acest sistem este divizat în două secțiuni:
- Secțiunea A, cunoscută sub numele de "clasică", include printre alte materii istorie medievală și modernă și limba latină. Studiile la școală presupun practicarea scrierii cursive în această limbă;
- Secțiunea B, cunoscută sub numele de "modernă", cu un program care se bazează pe banca de teste literare (BEL) a ENS, include printre alte materii istorie modernă și contemporană și limbi străine, dar nu filozofie sau limbi vechi.

Examenul este pregătit în clasele pregătitoare pentru École des Chartes (numite inițial "hypochartes" și apoi "chartes"). În funcție de licee, elevii care se pregătesc pentru examenele A și B sunt adunați într-o singură divizie cu opțiuni distincte sau sunt repartizați în două secțiuni diferite. Cei care pregătesc secțiunea B pot fi grupați în clase cu opțiuni suplimentare.
Un concurs de admitere directă în anul al doilea este deschis candidaților care justifică un nivel minim de licență în teorie. Acest concurs se adresează candidaților deja implicați într-un parcurs de cercetare avansată.
Numărul de locuri disponibile la concursuri este acum limitat. A scăzut de la 30 la 20 în decurs de trei ani, rămânând totuși sub numărul de posturi vacante în serviciile care constituie perspectivele de carieră ale École des Chartes (servicii de arhivă, biblioteci, muzee etc.).

#### Statutul studenților
Elevii recrutați prin aceste concursuri pot beneficia de statutul de funcționari stagiari în schimbul unui angajament de zece ani și, în acest caz, sunt plătiți. Alegerea este lăsată laureaților concursului să accepte sau nu acest statut. Elevii străini recrutați și ei prin concursuri sau pe bază de titluri (prin procedura de selecție internațională) urmează același program fără a fi plătiți, dar pot beneficia de burse de studiu.
La finalizarea studiilor lor, studenții de la École des Chartes susțin o teză care le conferă dreptul la diploma de arhivist paleograf.
Funcționarii care au îndeplinit cerințele anului al treilea pot să se prezinte la admiterea la două școli de aplicare: École Nationale Supérieure des Sciences de l'Information et des Bibliothèques (Enssib, concurs rezervat) și Institutul Național al Patrimoniului. După absolvirea acestor școli de aplicare, aceștia intră în mod respectiv în corpul conservatorilor de biblioteci sau în corpul conservatorilor de patrimoniu. În fiecare an, un anumit număr de elevi susțin examenul de admitere la INP în domeniile vizuale (muzee, monumente istorice, inventar) sau examenul de agregare (istorie, litere clasice sau moderne, gramatică) pentru a se orienta spre cercetare sau învățământ.

#### Instruire și predare
Învățământul este împărțit în opt semestre, din care șase semestre sunt dedicate cursurilor. Cursurile sunt împărțite între un trunchi comun și opțiuni alese de fiecare elev în funcție de proiectul său științific și profesional. Aceste opțiuni pot fi concepute în colaborare cu o instituție universitară. Stagiile ocupă un loc important, deoarece un elev trebuie să efectueze patru luni de stagiu în Franța într-o instituție de conservare (serviciu de arhive, bibliotecă, muzeu, serviciu patrimonial sau arheologic), la care se adaugă un stagiu de observație de o lună în Franța pentru a descoperi o altă meserie, și trei luni în străinătate într-o instituție similară.

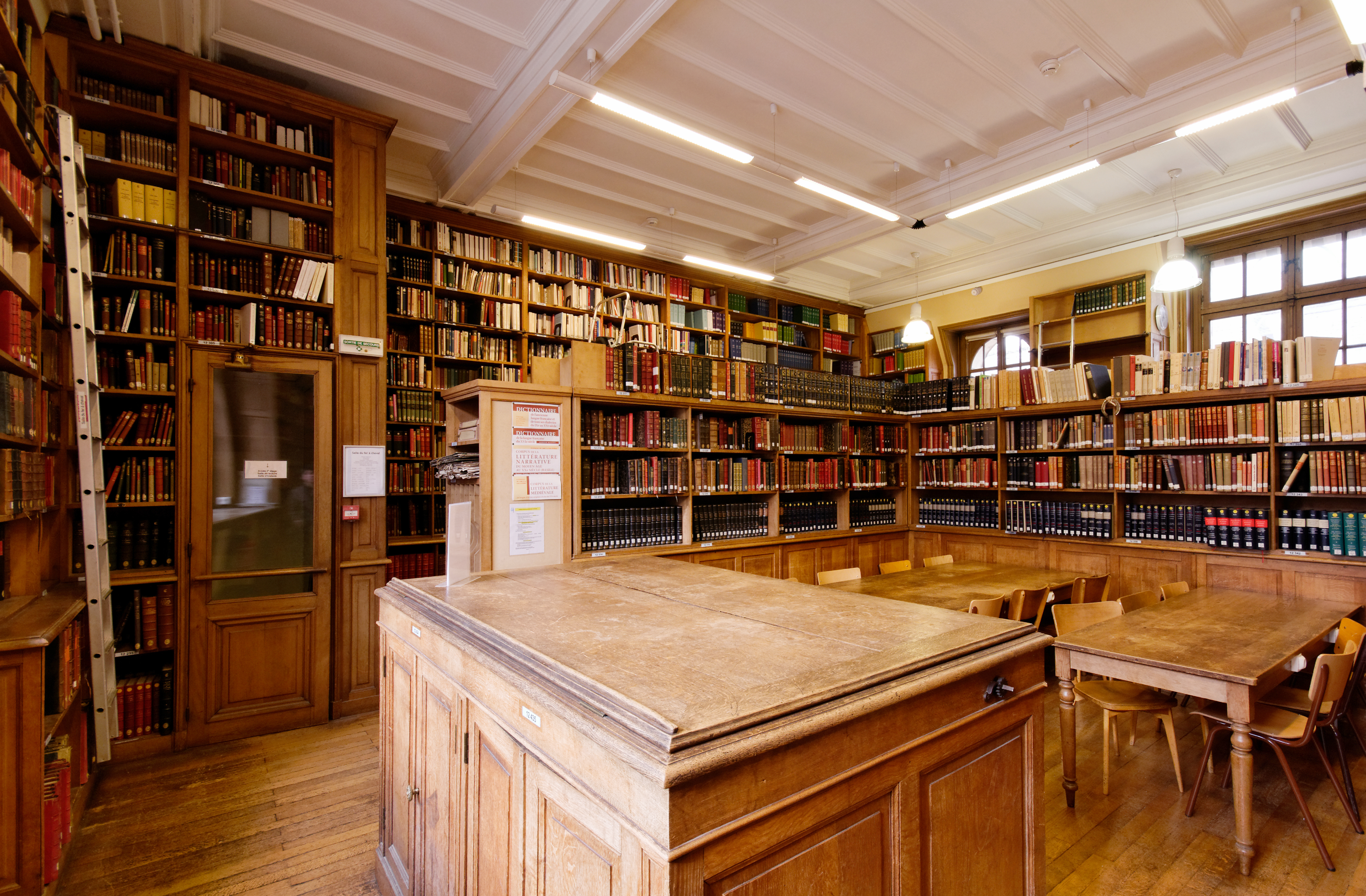
Sala „pocoavă”, la etajul 1 al bibliotecii de la Sorbona.

Astfel, elevii urmează în special cursuri de:
- paleografie latină și franceză (alte limbi în cadrul seminarilor)
- arhivistică, diplomatică și istorie a instituțiilor care au produs aceste arhive (medievală, modernă, contemporană)
- istorie a dreptului civil și canonic
- istorie a dreptului din epoca contemporană
- filologie romanică
- latina medievală
- istoria artei (medievală, epoci moderne și contemporane)
- arheologie
- editare de texte
- bibliografie
- istoria cărții
- critică a imaginii documentare
- manuscrise și texte literare medievale
- statistici și cartografie aplicate în istorie
- limbi străine și informatică.

Credite ECTS sunt alocate diverselor cursuri, ceea ce permite studenților din universități sau alte mari școli să urmeze și să valideze unele dintre aceste cursuri. Cursurile oferite la Școala de Studii Superioare în Științele Arhivistice și Paleografice pot fi integrate în componente ale programelor de masterat. De asemenea, cursurile sunt deschise, sub condiții, și pentru auditori liberi.

### Studii universitare de masterat

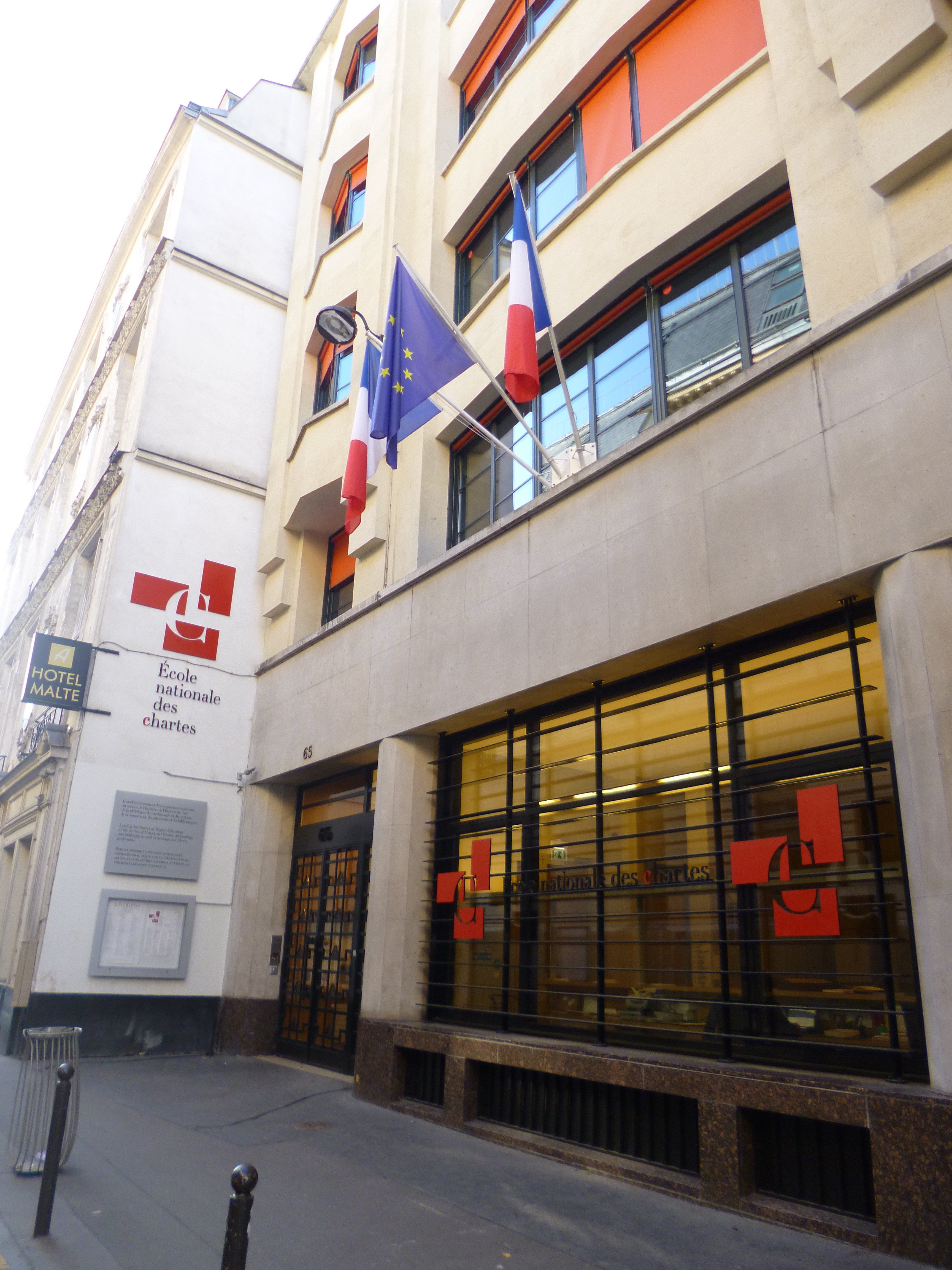
Fațada noului sediu pe care École des Chartes le-a ocupat din 2014 pe rue de Richelieu.

Din 2006, Școala de Studii Superioare în Științele Arhivistice și Paleografice a deschis un master intitulat „Tehnologii digitale aplicate istoriei”, formând aproximativ douăzeci de studenți pe an. În primul an, programa este structurată în jurul unui trunchi comun și a trei opțiuni (arhive; istoria cărții și a mass-mediei; istoria artei). Masterul preia, în primul an, cursurile elevilor din Școală. În al doilea an, se merge spre o formare specializată în domeniul informaticii aplicate difuzării web. Două trasee sunt propuse, unul axat pe cercetare, iar celălalt, mai profesional, pe transmiterea cunoștințelor într-un serviciu cu caracter patrimonial.
Din 2011, Școala găzduiește alte două mastere. Primul, intitulat „Studii Medievale”, este oferit în parteneriat cu École Normale Supérieure Paris, Universitatea Paris III și Universitatea Paris IV. Acesta este destinat „formării în cercetarea literară pentru texte medievale, cu o deschidere interdisciplinară în cadrul specializării medievale”. Cel de-al doilea, organizat împreună cu École Normale Supérieure de Cachan și Institut national de l'audiovisuel, se intitulează „Creator Audiovizual. Reprezentări plurimediale ale istoriei, societății și științei”. Acesta își propune „formarea creatorilor și regizorilor de documentare în domeniul audiovizualului (cinematografie, televiziune, radio, web), precum și a creatorilor și responsabililor de site-uri multimedia care intervin în presa scrisă și în editare”.
Pentru anul universitar 2016-2017, Școala a deschis, împreună cu École Normale Supérieure, un nou master în Istorie transnațională.
Din 2017, Școala a introdus și un master în „Umanității Digitale”, în cadrul Paris Sciences et Lettres, în colaborare cu École Pratique des Hautes Études și École Normale Supérieure. Acest master se concentrează pe cercetare și aplicarea metodelor digitale în științele umane, inclusiv în domeniul Științei Datelor. Acesta cuprinde, în plus față de cursurile istorice, lecții despre metode cantitative, învățare automată, prelucrare automată a limbajelor și chiar filologie numerică.

### Doctorat
École nationale des chartes acordă doctoratul în domeniile sale de competență (istorie, literatură, istoria artei). Înscrierea la doctorat este deschisă oricărui student titular al unui master, fie că este absolvent al Școlii sau al unei alte instituții. În plus, începând cu anul universitar 2016-2017, École des chartes a deschis un program doctoral, bazat pe lucrări, specific pentru conservatori ai patrimoniului și bibliotecilor.

### Clasa pregatitoare integrata in Institut national du patrimoine
École des chartes asigură o parte din pregătirea pentru concursul de conservator al patrimoniului, specialitatea arhive, pentru studenții selectați în cadrul clasei premergătoare integrate de la INP (Institutul Național al Patrimoniului). Acești studenți sunt selectați pe baza criteriilor sociale și academice.

### Școlarizare continuă și profesională
Ea răspunde cerințelor profesioniștilor din domeniul documentării, profesorilor, studenților, cercetătorilor, diferitelor categorii profesionale, cum ar fi comisarii-licitației sau profesioniștii în arheologie preventivă, asociațiilor implicate în valorificarea și protejarea patrimoniului și a întreprinderilor private sau publice.

## Cercetare și parteneriate
Majoritatea profesorilor de la École nationale des chartes sunt adunați în centrul Jean-Mabillon, o unitate de cercetare a școlii, condusă în prezent de Patrick Arabeyre.
Axele de cercetare ale centrului au ca scop acoperirea întregului proces care explică și aduce la cunoștința producția scrisă de la Evul Mediu până în zilele noastre, prin diversele sale etape:
- condițiile de producție (axa 1, Culturile scrise de la Evul Mediu până în secolul al XXI-lea);
- mecanismele de transmitere a patrimoniului (axa 2, Geneza și tradiția patrimoniului scris: autor, intermediari și instituții);
- condițiile de restituire științifică comunității științifice a acestei documentații istorice (axa 3, Epistemologie și normativitatea edițiilor de texte și imagini în epoca digitală).

O parte importantă a activității de cercetare a școlii este reprezentată de tezele elevilor, ale căror domenii de studiu s-au diversificat de mai mulți ani și ating toate perioadele istoriei, în special contemporana.
Deschiderea către alte instituții este unul dintre pilonii politicii actualului directorat. Aceasta s-a apropiat în special de École pratique des hautes études, Institutul de cercetare și istorie a textelor și de Centrul de studii superioare de civilizație medievală al Universității din Poitiers pentru a crea École de l'érudition en réseau. Ea participă, de asemenea, la Institutul de istorie a cărții cu orașul Lyon (biblioteca municipală și Muzeul tipografiei), École normale supérieure de Lyon și Enssib.
Școala s-a apropiat, de asemenea, de alte instituții de învățământ superior din Paris pentru a forma ComUE Paris Sciences et Lettres (PSL), devenită în 2019 „Universitatea Paris Sciences et Lettres” sau „Universitatea PSL” (instituție publică experimentală), și este, de asemenea, parte a campusului Condorcet Paris-Aubervilliers.
Școala se deschide și către străinătate. Programe de cooperare au fost implementate cu instituții precum Arhivele de Stat ale Rusiei și mai multe biblioteci din Moscova, Universitatea Alicante sau centre de cercetare italiene. Tradițional, studenți străini (adesea din Elveția, Belgia sau din Africa francofonă) vin să se formeze la școală. Astăzi, încearcă să atragă noi studenți pentru șederi mai scurte, prin parteneriate cu universități. Studenții sunt, de asemenea, invitați să efectueze stagii în servicii de arhive sau biblioteci din alte țări.

## Biblioteca

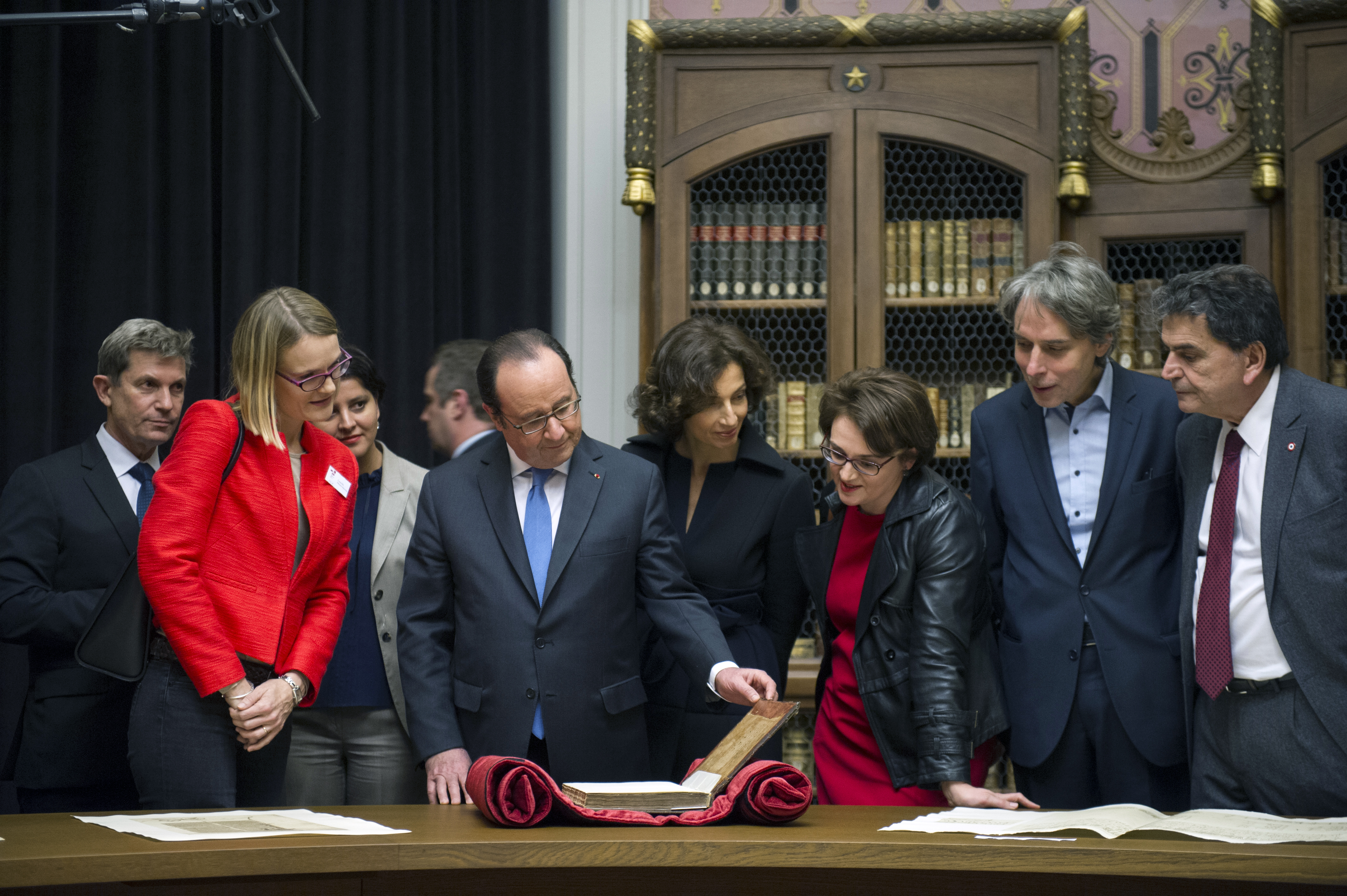
École des chartes - François Hollande inaugurează spațiile renovate de la Richelieu în 2017.

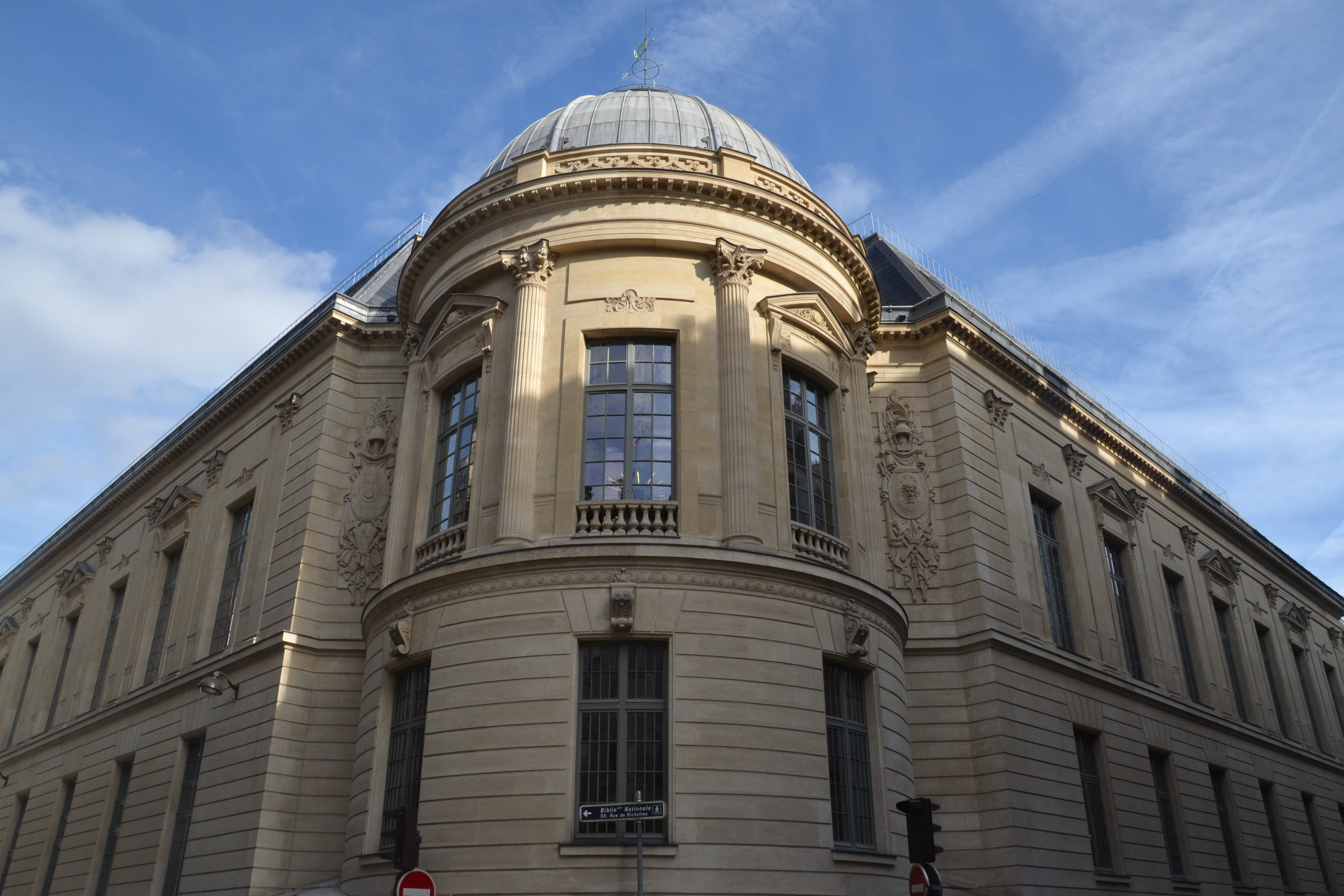
Aripa patrulaterului Richelieu pe partea rue des Petits-Champs, care găzduiește biblioteca École nationale des chartes.

Biblioteca a fost creată prin ordonanța din 31 decembrie 1846: inițial, ocupa una dintre cele două camere rezervate Școlii în hôtel de Soubise. În 1897, odată cu mutarea Școlii, biblioteca se mută și ea. În Sorbona, biblioteca ocupă etajele doi (sala de lectură, sala de istorie), trei (sala „fer à cheval”) și patru (birouri, depozite în pod) ale Școlii.
În 1920, administrarea sa este încredințată secretarului Școlii, la acea vreme René Poupardin. Astăzi este condusă de un conservator de biblioteci.
Datorită lipsei de spațiu în Sorbona, biblioteca se mută la începutul anului 2017 la 12, rue des Petits-Champs, la colțul străzii Richelieu, într-un spațiu extins adiacent sălii Labrouste din cadrul Bibliotecii Naționale Istorice reabilitate.
Este concepută ca o bibliotecă de cercetare. Colecțiile sale sunt bogate în domeniile predării de către Școală: istorie medievală, filologie, istorie a cărții și bibliografie, etc. Toate colecțiile (aproximativ 150.000 de volume) sunt accesibile liber. Catalogul este disponibil online. De asemenea, sunt disponibile numeroase resurse electronice la fața locului.

## Publicații
École nationale des chartes publică lucrări științifice în domeniile sale de specialitate sub formă tipărită și electronică.
Sub formă tipărită, aceasta publică șase colecții de cărți:
- Mémoires et Documents: o colecție care datează din 1896 și care include monografii, în primul rând tezele foștilor elevi ai École des chartes;[65]
- Études et Rencontres: o colecție lansată în 1998, care include în special actele întâlnirilor științifice;[66]
- Matériaux pour l'histoire: o colecție inaugurată în 1996 și formată din volume in-4° bogat ilustrate;[67]
- Études et documents pour une Gallia Pontificia: o colecție editată în comun de École nationale des chartes și Institutul istoric german din Paris începând din 2009 pentru a prezenta lucrările realizate în cadrul Gallia Pontificia, un proiect științific care își propune să recenzeze, să publice și să studieze actele pontificale referitoare la Franța anterioare anului 1198;[68]
- Propos: este o colecție care adună scurte eseuri despre teme centrale în specialitățile École, destinate unui public de curioși și amatori iluminați;[69]
- Magister: o colecție creată în 2015 de École, care propune cărți de referință în domeniile care constituie inima specializărilor sale. Elaborate de profesorii și cercetătorii școlii, aceste manuale sunt adresate atât studenților, cât și celor care doresc să se inițieze în disciplinele predate la școală.[70]

La aceste colecții se adaugă o publicație periodică legată de activitatea de formare a École des chartes:
- Positions des thèses: tezele susținute de elevi pentru a obține diploma de arhivist paleograf, publicate anual de École des chartes începând din 1849; ele sunt de asemenea disponibile online din 2000.
Aceste cărți sunt distribuite de CID-FMSH diffusion, în special prin intermediul Comptoir des presses de l'université.
În paralel cu aceste realizări tipărite, edițiile electronice ale École des chartes, o colecție de resurse electronice, sunt accesibile liber și gratuit pe site-ul său.

## Société de l'École des chartes
Société de l'École des chartes, o asociație recunoscută ca utilitate publică, adună elevi și foști elevi care doresc să se alăture. Cu sprijinul Școlii, Societatea editează de două ori pe an Bibliothèque de l'École des chartes. Acest jurnal științific, fondat în 1839, este unul dintre cele mai vechi din Franța.